# Prljevo
Prljevo es un pueblo de Croacia situado en el municipio de Gračac, en el condado de Zadar. Según el censo de 2021, tiene una población de 4 habitantes.

## Geografía
Se encuentra a una altitud de 579 metros sobre el nivel del mar, a unos 278 km de la capital nacional, Zagreb.

## Demografía
| Gráfica de población de Prljevo 1857-2021                          |
|                                                                    |
| Según los censos de población de la Oficina de Estadísticas Croata |